# Acrosina
Acrosina é uma enzima que actua como uma protease. Em seres humanos, a acrosina é codificada pelo gene ACR. A acrosina é libertada pelo acrossoma dos espermatozoides como consequência da reacção acrossómica. Auxilia na penetração da zona pelúcida.

## Função
A acrosina é a principal proteinase presente no acrossoma de espermatozóides maduros. É uma típica serina protease com especificidade semelhante a tripsina. É acumulada no acromossoma na sua forma percursora, a pró-acrosina. A enzima activa funciona na lise da zona pelúcida, facilitando dessa forma a penetração do espermatozóide através das camadas glicoproteicas mais interiores do óvulo. O mRNA para a acrosina é sintetizado nos estágios pós-meióticos da espermatogénese. Na pró-acrosina humana aparece em primeiro lugar nos esparmatídeos haplóides.